# Абалмасов, Алексей Александрович
Алексе́й Алекса́ндрович Абалма́сов (белор. Аляксей Аляксандравіч Абалмасаў) (род. 20 июня 1980, Таганрог) — белорусский гребец-байдарочник, выступал за сборную Беларуси на всём протяжении 2000-х годов. Чемпион летних Олимпийских игр в Пекине, дважды чемпион мира, трижды чемпион Европы, многократный победитель республиканских и молодёжных регат. На соревнованиях представлял Минскую область и общество «Динамо», заслуженный мастер спорта Республики Беларусь. Ныне — тренер по гребле на байдарках и каноэ. С июля 2023 года работает в основном составе сборной России с группой женской байдарки.

## Биография
Алексей Абалмасов родился 20 июня 1980 года в Таганроге, Ростовская область, однако впоследствии переехал в белорусский город Борисов. Активно заниматься греблей на байдарке начал в возрасте тринадцати лет, проходил подготовку в минской областной специализированной детско-юношеской школе олимпийского резерва и в республиканском центре олимпийской подготовки, состоял в спортивном клубе внутренних войск Министерства внутренних дел Республики Беларусь, был членом добровольного спортивного общества «Динамо», тренируясь у таких специалистов как А. В. Быков и Д. М. Гошко.
По юниорам уже в 1998 году добился бронзы на юношеском чемпионате мира в шведском городе Нючёпинг, заняв третье место в заездах байдарок-четвёрок на тысячу метров. В 2000 году побывал на молодёжном первенстве Европы во французском Булонь-сюр-Мер, откуда привёз сразу три медали золотого достоинства, выигранные в двойках на километре и в четвёрках в километровой и полукилометровой гонках.
Первого серьёзного успеха на взрослом международном уровне добился в 2001 году, когда завоевал две бронзовые медали на взрослом чемпионате Европы в Милане, в четырёхместном экипаже с Романом Петрушенко, Алексеем Скурковским и Вадимом Махнёвым на дистанциях 500 и 1000 метров, тем самым выполнив норматив мастера спорта международного класса. Год спустя на чемпионате мира в испанской Севилье стал серебряным призёром в полукилометровой гонке четвёрок. В 2004 году взял серебро на европейском первенстве в польской Познани и благодаря череде удачных выступлений удостоился права защищать честь страны на летних Олимпийских играх в Афинах. Вместе с партнёрами по четвёрке Петрушенко, Махнёвым и Демьяном Турчиным смог выйти в финальную стадию километровой программы, однако в решающем заезде финишировал лишь шестым.
В 2005 году Абалмасов получил серебряную награду на чемпионате Европы в Познани, в четвёрках на пятистах метрах, а также добыл бронзу и золото на чемпионате мира в хорватском Загребе, в четвёрках на двухстах и пятистах метрах соответственно. В следующем сезоне стал золотым и серебряным призёром первенства континента в чешском Рачице, в зачёте четырёхместных байдарок на дистанциях 200 и 1000 метров, кроме того, на тысяче метров финишировал третьим на мировом первенстве в венгерском Сегеде. В 2007 году ограничился серебром с чемпионата Европы в испанской Понтеведре, заняв второе место в двухсотметровой гонке четвёрок. В 2008 году выиграл бронзу на первенстве Европы в Милане и позже прошёл квалификацию на Олимпийские игры в Пекин. В километровой программе байдарок-четвёрок завоевал золотую медаль, обогнав все другие лодки (при этом помимо Петрушенко и Махнёва его партнёром был Артур Литвинчук). За это выдающееся достижение по итогам сезона удостоен почётного звания «Заслуженный мастер спорта Республики Беларусь».
Став олимпийским чемпионом, Алексей Абалмасов остался в основном составе белорусской национальной сборной и продолжил участвовать в крупнейших международных регатах. Так, в 2009 году он сделал золотой дубль: в километровом зачёте байдарок-четвёрок выиграл золото на чемпионате Европы в немецком Бранденбурге и на чемпионате мира в канадском Дартмуте. В следующем году добавил в послужной список серебро с чемпионата мира в Познани, занял второе место в своей коронной дисциплине К-4 1000 м. В 2011 году успешно выступал на этапах Кубка мира, надеясь попасть на Олимпийские игры в Лондон, тем не менее, Беларусь не получила олимпийскую лицензию в четырёхместной программе байдарок, и вскоре Абалмасов принял решение завершить карьеру профессионального спортсмена.
Имеет два высших образования, окончил Международный гуманитарно-экономический институт и в 2009 году Белорусский государственный университет физической культуры, где обучался на кафедре водно-технических видов спорта. После завершения спортивной карьеры продолжил службу во внутренних войсках МВД РБ, был старшим лейтенантом, а затем перешёл на тренерскую работу — тренер высшей категории в республиканском центре олимпийской подготовки. Награждён Орденом Отечества III степени.

## Политические взгляды
Подписал открытое письмо спортивных деятелей страны, выступающих за действующую власть Беларуси после жестких подавлений протестов в 2020 году.